# Wilhelmus Franciscus Dasselaar
Wilhelmus Franciscus Dasselaar (Bussum, 15 september 1902 - Amsterdam 26 februari 1943), was een Nederlandse verzetsstrijder tijdens de Tweede Wereldoorlog.
Dasselaar behoorde tot de Ordedienst. Toen hij drie weken lang ondergedoken zat bij zijn ouders in Bussum maakte hij een plattegrond van de Palmkazerne in Bussum. Deze tekening kon hij uiteindelijk in handen van de Britten spelen, waardoor de geallieerde de door de Duitsers bezette kazerne konden bombarderen.
Verder hielp hij Joden onderduiken, wat hem uiteindelijk noodlottig werd. Toen hij met onderduikers op pad was, werd hij bij het Amstelstation in Amsterdam opgepakt en naar de gevangenis bij het Kleine-Gartmanplantsoen overgebracht. Daar deed hij een poging tot zelfmoord om niet door te slaan als de Duitsers hem zouden verhoren of martelen. De Duitsers probeerde hem nog te 'redden', maar in het ziekenhuis aangekomen bleek Dasselaar overleden.
In 1955 werd in Hilversum een straat naar hem vernoemd. De Dasselaarstraat loopt van de Verschurestraat naar de Erfgooiersstraat